# Монсеррат (зубчаста залізниця)
41°36′33″ пн. ш. 1°50′18″ сх. д. / 41.6093° пн. ш. 1.83832° сх. д.
Зубчаста залізниця Монсеррат (кат. Cremallera de Montserrat) — гірська залізниця на північний захід від Барселони, Каталонія, Іспанія.
Залізницю прокладено від Муністрол-да-Монсаррат до монастиря Монсеррат на вершині гори.

Залізниця має довжину 5 км та колію 1000 мм.
Перший кілометр лінії від Моністроль, з єдиною проміжною станцією у Моністроль-Віла, працює як звичайна залізниця.
Решта лінії експлуатується як зубчаста залізниця, долаючи перепад висот 550 м з максимальним похилом 15,6 %.
Лінія електрифікована повітряним джерелом живлення 1500 В постійного струму.
Лінія є під орудою Ferrocarrils de la Generalitat de Catalunya (FGC).

## Історія
Залізниця була спочатку відкрита в 1892 році.
Конкурента — канатну дорогу Монсеррат відкрито в 1930, що також перевозить пасажирів до монастиря.
Вузький автошлях також прокладено до монастиря.
Після фінансових збитків та аварії в 1953 році зубчаста залізниця була закрита 12 травня 1957 року..
Проте з часом канатна дорога та автошлях були неспроможні впоратися із зростаючою кількістю відвідувачів монастиря.
Після багаторічного планування в 2001 році запроваджена програма відновлення зубчастої залізниці, і 6 червня 2003 року залізницю знову відкрито у сучасному вигляді.
За перші 12 місяців роботи зубчаста залізниця Монтсеррат перевезла 462 964 пасажирів.
Найінтенсивніший рух був у серпні 2003 року — 63 692 пасажири, а найменший — у лютому 2004 року — 22 996 пасажирів.

## Обладнання
Найважливішим інженерним елементом лінії є міст Понт-дель-Сентенарі, що має довжину 480 м і ширину 5 м та перетинає річку Льобрегат. Його дев'ять секцій мають довжину від 35 м до 55 м, він був розроблений гратчатим зі сталевих труб, щоб надати йому легкий вигляд і мінімізувати візуалізацію.
Його підтримують вісім пілонів з максимальною висотою 37 м.

Лінія обслуговується шістьма низькопідлоговими електромоторними вагонами типу Stadler GTW, побудованими компанією Stadler Rail, Швейцарія.
Вагони мають номери AM1-AM5 (спочатку виготовлені для Монтсеррату) та A10 (спочатку створені для Нурія, переведені до Монтсеррату у червні 2020 року) та названі на честь місцевих вершин.
Ці вагони можеуть перевозити до 200 пасажирів.
Оснащені кондиціонерами та мають панорамні вікна, з яких відкривається гарний краєвид.
Поїзди курсують зі швидкістю до 30 км/год на зубчастій дистанції та 45 км/год на звичайній дистанції.

## Операції
Як зубчаста залізниця, так і канатна дорога мають пересадку із залізницею Льобрегат–Аноя на дистанції Барселона-Іспанія — Манреза.
Зубчаста залізниця має гейт із залізницею у Моністрол-де-Монсеррат, що дозволяє потягам зубчастої залізниці прямувати до/з їхнього депо, яке знаходиться у сусідньому Мартореллі.
Між Моністроль-Енллас і вершиною здійснюється погодинне сполучення з поїздами FGC до/з Барселони та Манреси. Додаткові поїзди курсують між Моністроль-Віла, де є автостоянка на 1000 місць, і вершиною.
FGC також має під орудою два фунікулера біля верхньої станції зубчастої залізниці. Фунікулер Сан-Джоан піднімається на вершину гори, а фунікулер Санта-Кова спускається до Санта-Кови, святині розташованій нижче на горі.